# Гори Туреччини
Гори Туреччини займають значну частину країни. Уздовж південного узбережжя Чорного моря майже 1000 км. тягнуться Понтійські гори, східна частина яких іноді називається Лазистанським хребтом. Уздовж узбережжя Середземного моря від Анталії до Євфрату розташований Тавр (тур. Toros). У центрі країни обидва хребти сполучаються в Анатолійському плоскогір'ї яке на сході переходить до Вірменського нагір'я, де розташована найвища гора Туреччини Арарат. З античних часів відомий Малий Олімп, розташований неподалік легендарної Трої.

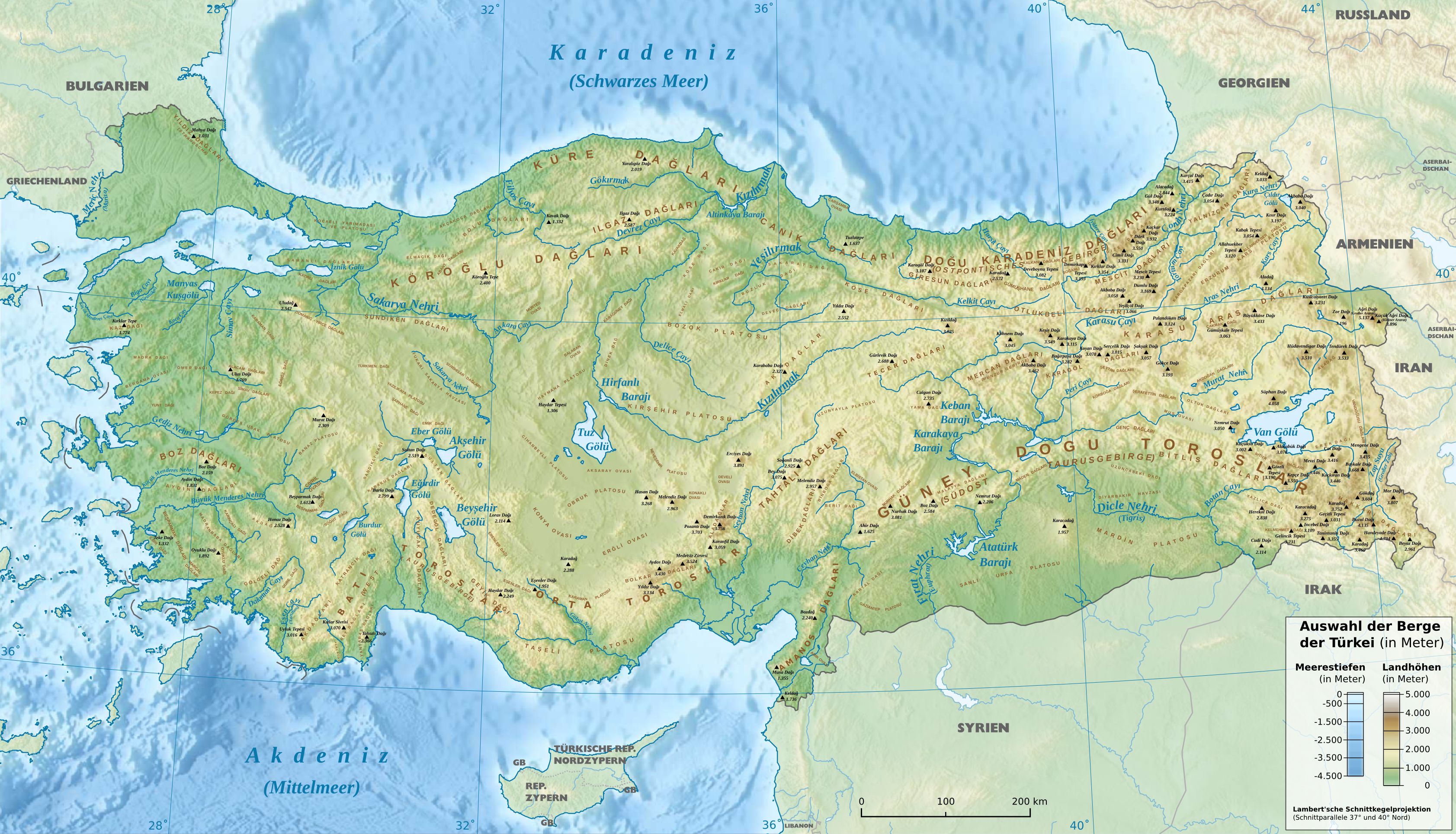
Гори Туреччини

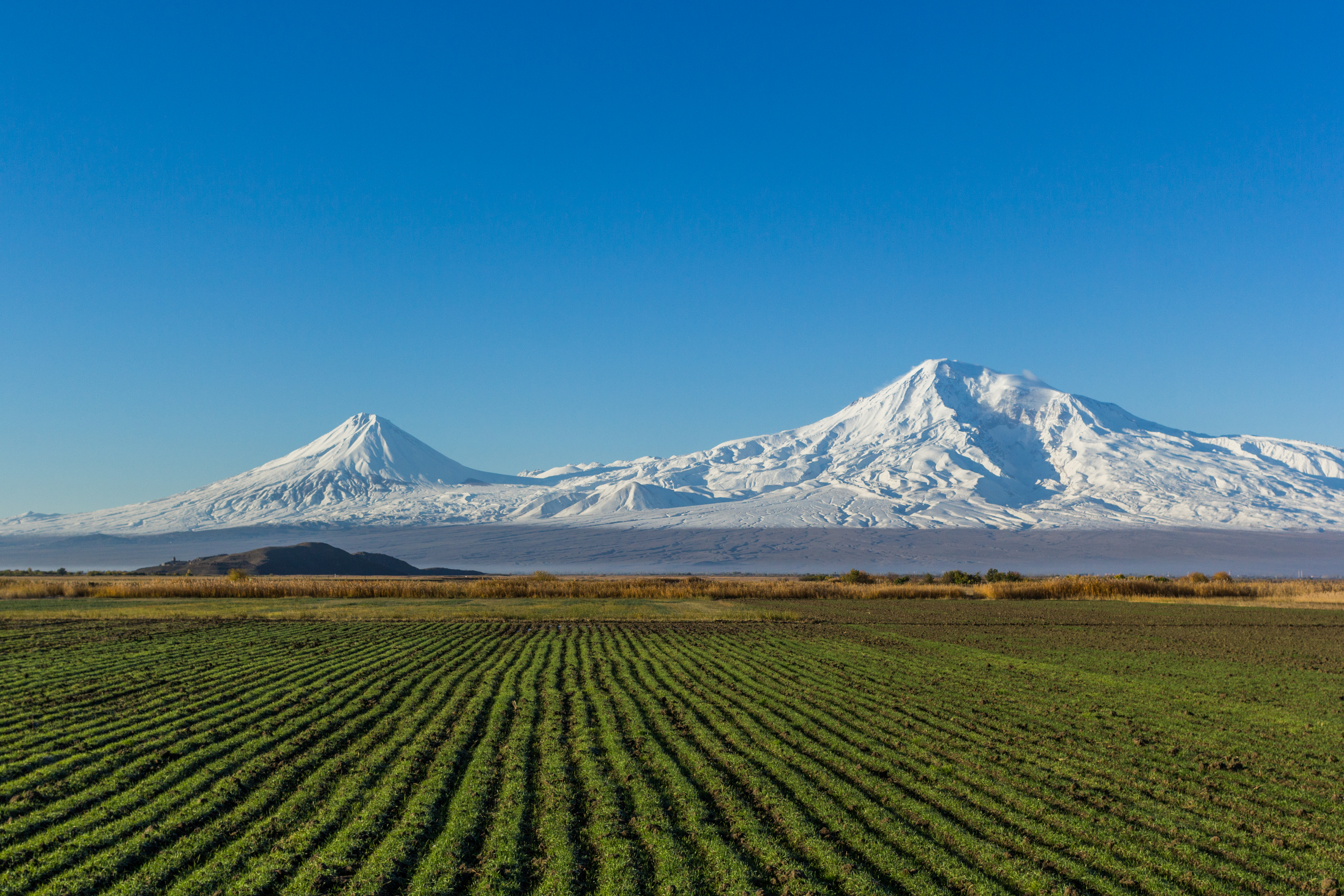
Гора Арарат — найвища вершина Туреччини

## Список найвищих вершин
| № | Гора         | Висота, м |
| - | ------------ | --------- |
| 1 | Арарат       | 5137      |
| 2 | Сюпхан       | 4049      |
| 3 | Качкар       | 3937      |
| 4 | Малий Арарат | 3925      |
| 5 | Ерджіяс      | 3917      |